# T1 (esport)
Pour les articles homonymes, voir T1.
T1, auparavant connu sous le nom de de SK Telecom T1, est une équipe sud-coréenne d'esport créée le 13 avril 2004, à la suite du rachat par SK Telecom de l'équipe du joueur professionnel StarCraft, Lim "BoXeR" Yo-Hwan. Depuis 2019, l'équipe est gérée T1 Entertainment & Sports, une co-entreprise entre SK Telecom et Comcast Spectacor. L'équipe est principalement connue pour son équipe sur League of Legends où sous le nom de SK Telecom T1, elle a remporté les éditions 2013, 2015, 2016 des championnats du monde de ce jeu. Après une période de disette, T1 remporte un nouveau doublé mondial sur le jeu en 2023 et 2024. Avec 5 championnats du monde, il s'agit de l'équipe la plus titrée de l'histoire du jeu. T1 est également le club de Lee "Faker" Sang-hyeok, icône de l'esport et de League of Legends. Au club depuis 2013, il a remporté les 5 championnats du monde avec T1 et a été élu MVP de la finale à 2 reprises.
Outre League of Legends, T1 est actuellement engagé sur PUBG: Battlegrounds, Valorant, Teamfight Tactics et Tekken.

## Histoire de l'équipe
L'histoire de T1 remonte à deux ans avant sa création officielle. En octobre 2002, après avoir été lâché par son ancienne équipe, le joueur professionnel de StarCraft, Lim "BoXeR" Yo-Hwan se retrouve sans équipe alors que la ligue de Starcraft. À l'aide d'un manager, BoXeR fonde sa propre équipe : Orion, soutenu par son sponsor personnel, le groupe Orion. Fin 2003, le groupe souhaite garder BoXeR en tant que joueur individuel, mais ne souhaite pas garder une équipe entière. Celui-ci décline l'offre et recréé une nouvelle équipe, appelé 4 Union. Un an plus tard, le 13 avril 2004, SK Telecom fait l'acquisition de 4 Union et la renomme SK Telecom T1, avec un investissement évalué à 2 millions d'euros. Un an plus tard, en mai 2005, le club aurait gagné 15 millions d'euros.
Fin 2012, SK Telecom T1 entre sur League of Legends. Comme la majorité des équipes de l'époque, ils possèdent deux équipes : une équipe principale (SK Telecom T1 #1) et une équipe secondaire (SK Telecom T1 #2) qui comprend un jeune joueur à la midlane : Lee "Faker" Sang-hyeok. Contre toute attente, c'est l'équipe secondaire qui se débrouille le mieux et se qualifie aux championnats du monde, pour ensuite les gagner.
En 2015 et en 2016, le club gagne les championnats du monde de League of Legends en back-to-back, devenant la première équipe de l'histoire à réaliser cet exploit. Faker, artisan majeur et joueur phare aux coups gagnants multiples prend la lumière et est élevé au rang d'icône du jeu. Cependant en parallèle, le club ferme sa division historique sur Starcraft, à la suite de l'arrêt de la ligue professionnelle coréenne. En 2018, le club entre sur de nouveaux jeux pour la première fois depuis League of Legends : en entrant sur Fortnite, Hearthstone et PUBG: Battlegrounds.
Le 26 février 2019, le club change d'identité, enlevant le "SK Telecom" de son nom pour se baptiser simplement T1. Cela fait suite à la création de T1 Entertainment & Sports, une co-entreprise entre SK Telecom et l'entreprise américaine Comcast Spectacor (qui possède l'équipe d'Overwatch League des Philadelphia Fusion). Joe Marsh est nommé président et John Kim directeur d'exploitation. Quelques mois plus tard, Faker devient actionnaire minoritaire de T1 Entertainment & Sports. Le 16 juillet 2021, T1 annonce le décès de John Kim d'une maladie.
Entre 2019 et 2022, le club continue sa diversification en entrant sur la scène esport d'une douzaine de titres : Dota 2, Super Smash Bros. (en signant le numéro 1 mondial de l'époque, Leonardo "MkLeo" López Pérez), Apex Legends, Valorant, Pokémon, Overwatch, FIFA, PUBG Mobile, Rainbow Six: Siege, League of Legends: Wild Rift, Call of Duty: Mobile et Splitgate. Cependant cette stratégie ne dure pas dans le temps et toutes les sections finissent par fermer progressivement. Après le départ de MkLeo en février 2023 du club, T1 n'est présent que sur League of Legends et Valorant où il a acquis le statut d'équipe franchisée sur les deux titres. En effet le 27 août 2020, T1 a été choisi par Riot Games comme l'une des 10 équipes de la ligue franchisée coréenne sur League of Legends, qui était jusqu'ici un championnat ouvert avec des relégations ; et le 21 septembre 2022, T1 est sélectionné pour rejoindre la nouvelle ligue franchisée d'Asie-Pacifique sur Valorant, le VCT Pacific.
En 2024, à l'occasion de l'Esports World Cup en Arabie saoudite, T1 aligne de nouveau des équipes sur PUBG: Battlegrounds et Fortnite et signe de nouvelles équipes sur Teamfight Tactics et Tekken 8.

## League of Legends

### Trois championnats du monde en cinq ans (2013-2017)

#### Saison 2013
SK Telecom T1 entre sur League of Legends en décembre 2012, en recrutant une équipe coréenne libre de tout contrat qui vient de se qualifier pour un Inter Extreme Masters à Cologne. SKT T1 remporte le tournoi, battant notamment Fnatic en finale et se qualifie pour les championnats du monde IEM en mars 2013, dont ils finiront demi-finaliste. SKT T1 recrute alors une deuxième équipe avec un mix d'expérience et de rookies. Parmi eux, un certain Lee "Faker" Sang-hyeok, mais également Bae "Bengi" Seong-woong et Jeong "Impact" Eon-young. Les deux équipes se qualifient pour le championnat officiel du printemps et contre toute attente, c'est l'équipe secondaire qui performe le mieux, qui terminera troisième du championnat, alors que l'équipe première est éliminée en quarts-de-finale des playoffs.
L'équipe première est alors libérée de son contrat et SKT T1 concentre ses espoirs en une seule équipe au lieu de 2, chose rare à l'époque en Corée du Sud. SKT T1 remporte ensuite le tournoi de l'été. Cependant, SKT T1 n'ayant pas participé au premier segment de 2013, le winter split, l'équipe a engrangé moins de points que certaines équipes qui ont joué les 3 splits. SKT doit donc jouer un barrage de qualification supplémentaire pour aller aux championnats du monde, qu'il remportera aisément. Aux championnats du monde 2013, SKT T1 passe facilement les groupes et son quart-de-finale, avant de rencontrer les coréens de NaJin Black Sword en demi-finale, qui sont tête de série. Dans une rencontre haletante, SK Telecom T1 parvient à prendre l'ultime manche et à gagner 3-2. La finale sera une formalité avec une victoire 3-0 contre le Royal Club, champion de Chine. SKT T1 donne ainsi à la Corée du Sud son premier titre de champion du monde.

#### Saison 2014
L'organisation repasse à un modèle à deux équipes, laissant inchangé son effectif champion du monde et recrutant une nouvelle deuxième équipe, comprenant notamment Jang "MaRin" Gyeong-hwan à la toplane, Lee "Easyhoon" Ji-hoon à la midlane, Bae Jun-sik à la botlane et Lee "Wolf" Jae-wan en support. L'équipe de Faker parvient à remporter le winter split 2014, tandis que l'autre équipe patine et doit repasser par les qualifications pour le spring split. Cependant, aucune des deux équipes ne parvient à se hisser sur le podium sur le reste de la saison. Grâce aux points accumulés avec leur victoire inaugurale, SKT T1 peut toujours se qualifier via des barrages mais ils sont défaits en finale. Les tenants du titre n'envoient donc aucune de leurs deux équipes aux championnats du monde.

#### Saison 2015
Riot Games ayant décidé d'interdire la pratique des équipes sœurs, les organisations coréennes se voient obligées de fusionner leurs effectifs. Ainsi, MaRin, Easyhoon, Wolf et Bang jouent désormais dans la même équipe que Faker et Bengi. SKT T1 décide également de recruter des joueurs supplémentaires en jungle et en support, mettant alors en concurrence certains postes clés. Notamment, Easyhoon et Faker jouent un nombre de matchs relativement égal tout au long de la saison. Malgré des critiques sur cette gestion d'effectif, rare sur un jeu vidéo compétitif, SK Telecom T1 remporte presque tout cette année là : sacrés champions de Corée au printemps et en été, champions du monde pour la deuxième fois de leur histoire et vice-champions du Mid-Season Invitational, battus par l'équipe chinoise EDward Gaming 2-3. Ils étaient donc à une victoire de signer une saison parfaite, (ou Golden Road), une prouesse consistant à gagner les quatre tournois officiels sur une seule année.

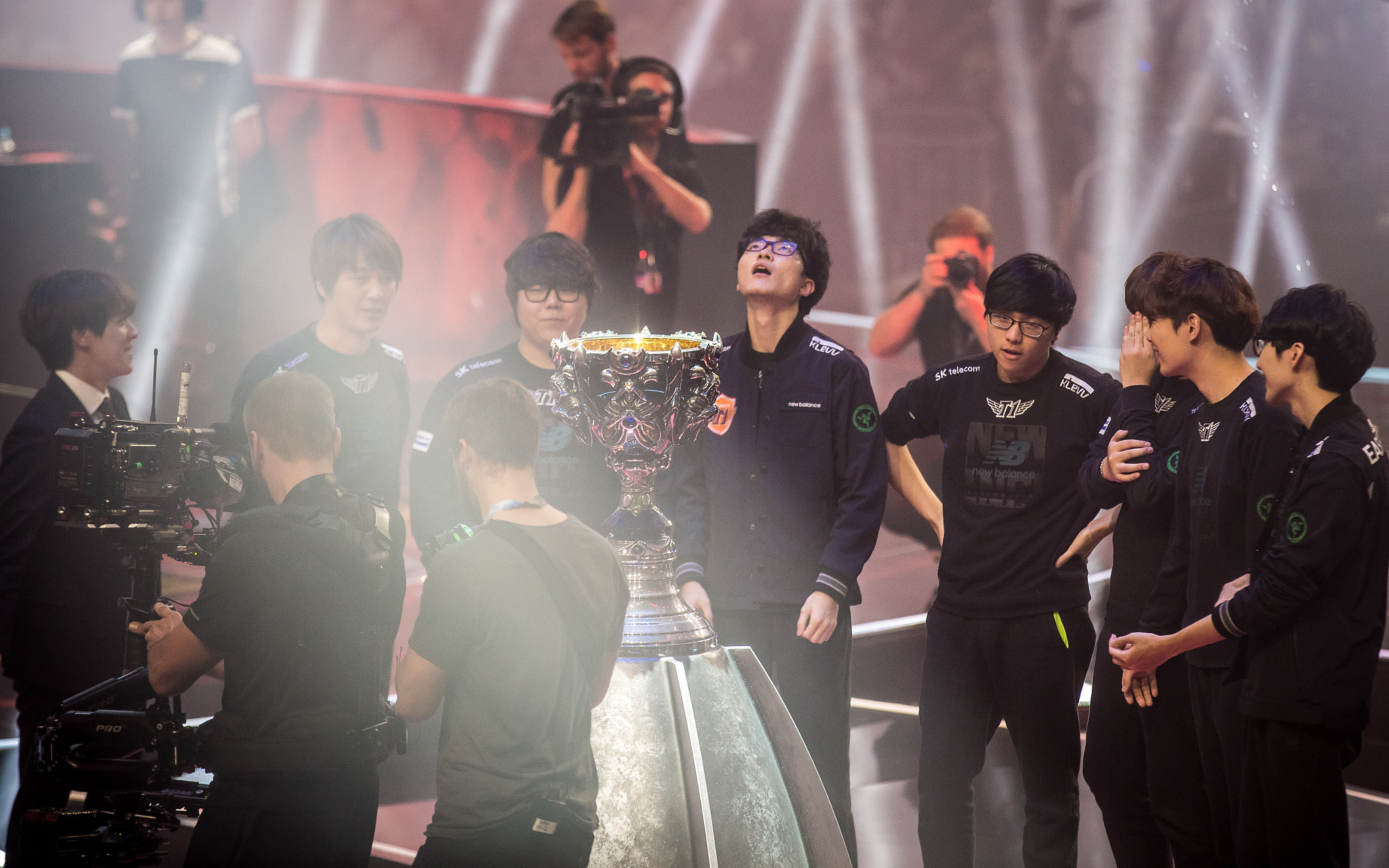
T1 après avoir remporté ses deuxièmes championnats du monde en 2015.

### Retour progressif au sommet (2021-2024)

#### Saison 2022
Lors du segment de printemps de la saison 2022, T1 remporte le championnat du printemps de LCK après un bilan parfait de 18 victoires sans défaite. L'équipe ajoute donc à son palmarès un 10e titre de champion de LCK, en faisant l'équipe la plus titrée de la ligue LCK. Au MSI 2022 à Busan, l'équipe ne parvient pas à s'imposer devant son public, défaits par le champion de Chine, la Royale Never Give Up.
Le club perd sa couronne de LCK au profit de Gen.G lors du segment d'été 2022.

### Effectif
| Nat. | Pseudo   | Nom             | Rôle     | Date d'entrée     |
| ---- | -------- | --------------- | -------- | ----------------- |
|      | Doran    | Choi Hyeon-joon | Toplaner | 19 novembre 2024  |
|      | Oner     | Mun Hyeon-jun   | Jungler  | 1er décembre 2020 |
|      | Faker    | Lee Sang-hyeok  | Midlaner | 12 février 2013   |
|      | Gumayusi | Lee Min-hyeong  | Botlaner | 26 novembre 2019  |
|      | Keria    | Ryu Min-seok    | Support  | 17 novembre 2020  |

|  | kkOma | Kim Jeong-gyun | Coach           | 21 novembre 2023 |
|  | Tom   | Im Jae-hyeon   | Coach assistant | 28 novembre 2022 |
|  | Mata  | Cho Se-hyeong  | Coach assistant | 21 novembre 2024 |

| Nat. | Pseudo   | Nom            | Rôle     | Date d'entrée    |
| ---- | -------- | -------------- | -------- | ---------------- |
|      | Haetae   | Sim Su-hyeon   | Toplaner | 28 novembre 2024 |
|      | Vincenzo | Ha Seung-min   | Jungler  | 28 novembre 2024 |
|      | Poby     | Yun Sung-won   | Midlaner | 22 août 2021     |
|      | Guti     | Moon Jung-hwan | Midlaner | 28 novembre 2024 |
|      | Smash    | Sin Guem-jae   | Botlaner | 18 juillet 2021  |
|      | Cloud    | Moon Hyeon-ho  | Support  | 21 octobre 2023  |

|  | Rather | Shin Hyoung-seop | Coach           | 28 mai 2024      |
|  | DooTi  | Choi Du-seong    | Coach assistant | 28 novembre 2024 |

## Palmarès

### League of Legends
- Vainqueur du championnat du monde de League of Legends 2013, 2015, 2016, 2023 et 2024.
- Vainqueur du Mid-Season Invitational 2016 et 2017.
- Dix fois vainqueur de la League of Legends Champions Korea (LCK) : été 2013, hiver 2014, printemps 2015, été 2015, printemps 2016, printemps 2017, printemps 2019, été 2019, printemps 2020 et printemps 2022.
- Vainqueur de l'Esports World Cup (EWC) 2024.